# Sagnat

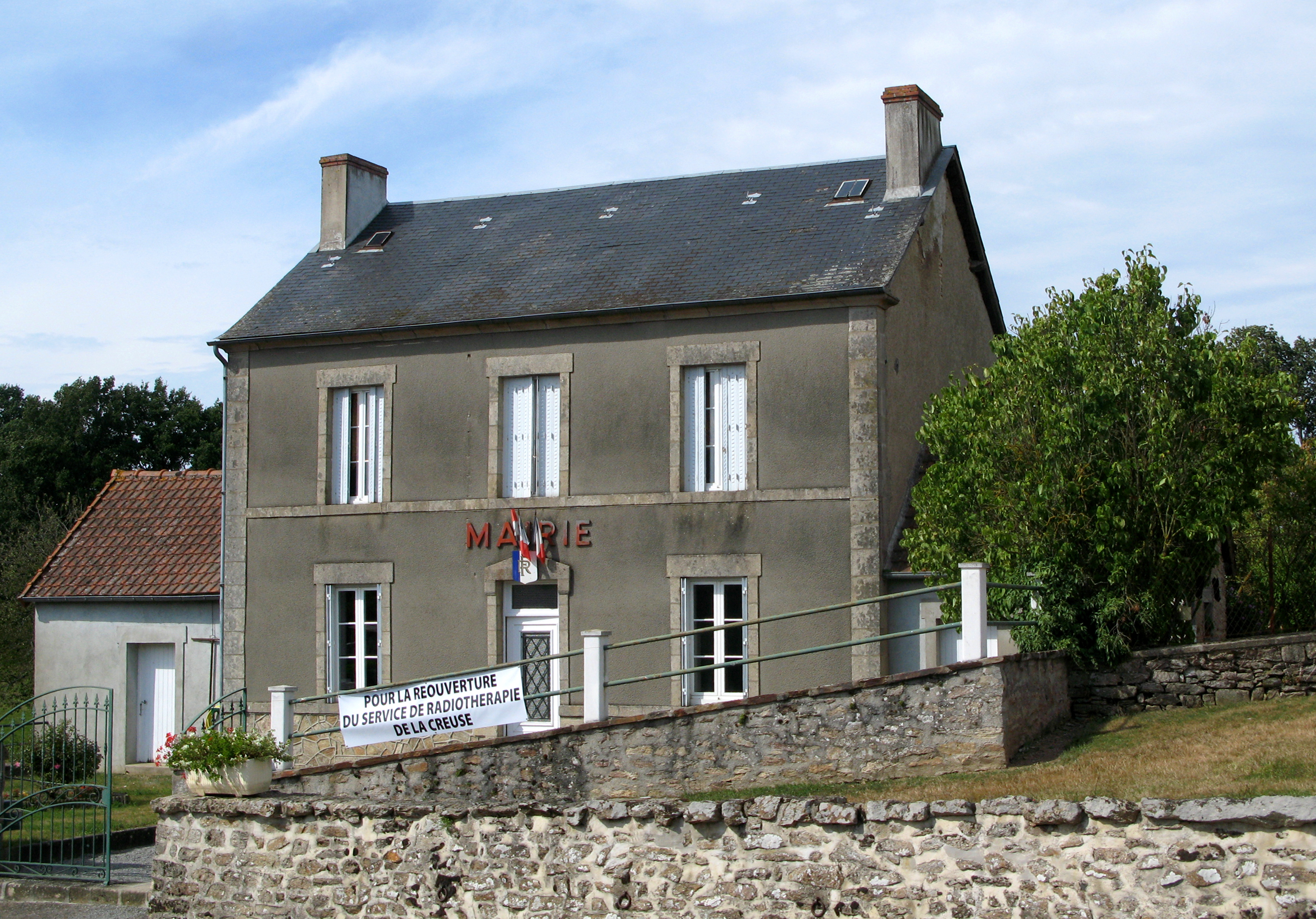
Merostwo w Sagnat (2010)

Sagnat – miejscowość i gmina we Francji, w regionie Nowa Akwitania, w departamencie Creuse.
Według danych na rok 1990 gminę zamieszkiwały 203 osoby, a gęstość zaludnienia wynosiła 17 osób/km² (wśród 747 gmin Limousin Sagnat plasuje się na 428. miejscu pod względem liczby ludności, natomiast pod względem powierzchni na miejscu 515.).

## Populacja

Populacja Sagnat w latach 1962–2008